# التسمم بلسعة العقرب في أمريكا الوسطى

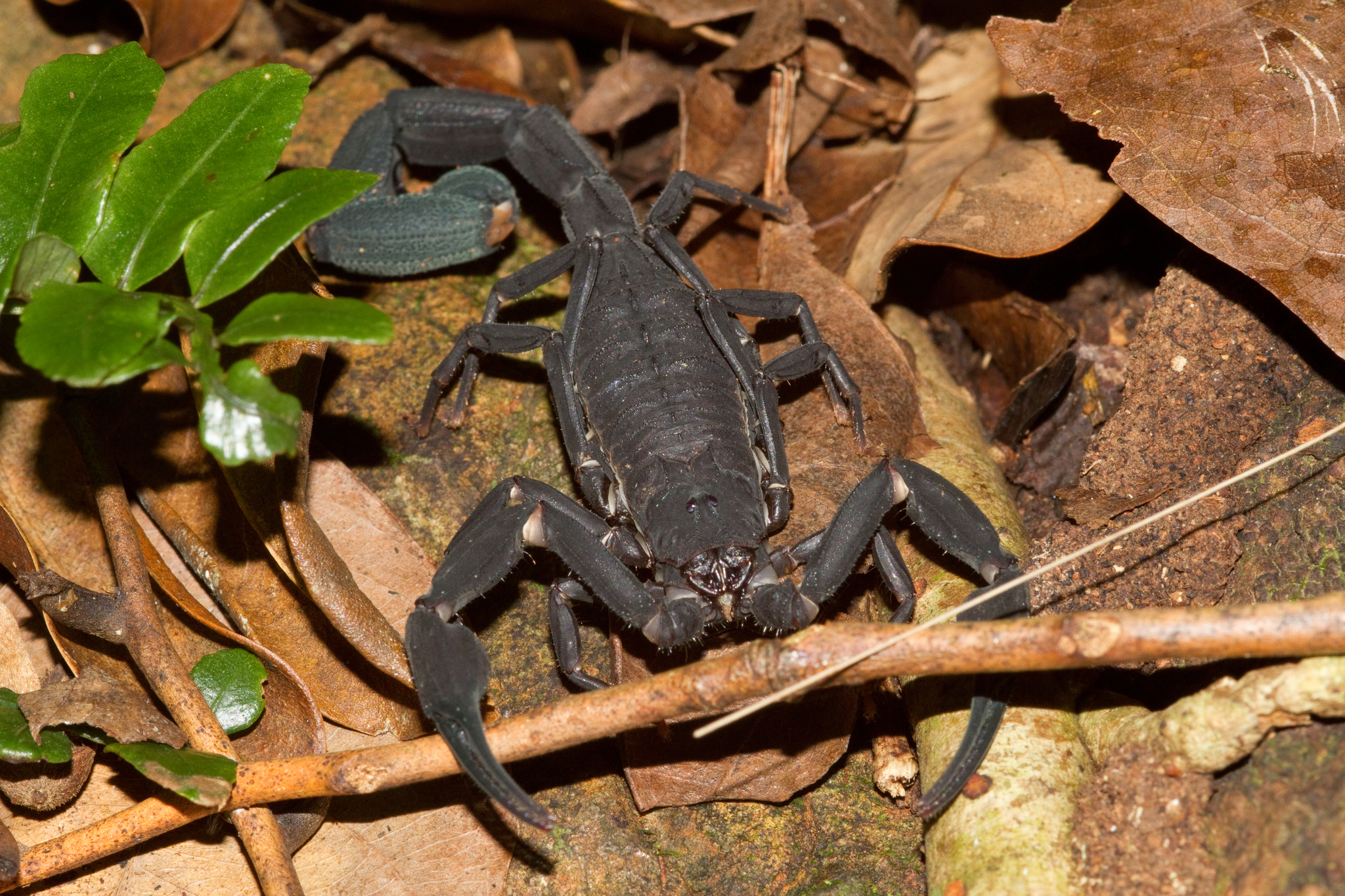
عقرب تيتيوس باكيروس الذي ينتمي إلى عائلة تيتيوس الموجودة في بنما، وتعد من بين الأنواع الأكثر أهمية طبيًا.

التَّسَمُّمُ بلَسْعَةِ العَقْرَب (بالإنجليزية: Scorpionism) ويُعرف بأنه التسمم العرضي للبشر عن طريق العقارب السامة. إذا نتج عن حقن السم في الإنسان الموت، يتم تعريف هذا على أنه التسمم بلسعة العقرب. يُرى هذا في جميع أنحاء العالم ولكنه يُرى بشكل أساسي في المناطق الاستوائية وشبه الاستوائية، تشمل هذه المناطق المكسيك وشمال أمريكا الجنوبية وجنوب شرق البرازيل في نصف الكرة الغربي. وفي نصف الكرة الشرقي يشكل التسمم بلسعة العقرب تهديدًا للصحة العامة في مناطق جنوب إفريقيا والشرق الأوسط وشبه القارة الهندية.

## الانواع المعنية
العقارب حيوانات ليلية تعيش عادة في الصحاري والجبال والكهوف وتحت الصخور عندما ينزعجون يهاجمون. وتنتمي العقارب التي تمتلك القدرة على حقن السم بلدغتها إلى عائلة باثوايدي Buthidae. تعد منطقة الشرق الأوسط وشمال إفريقيا موطنًا للعقارب الأكثر فتكًا، والتي تنتمي إلى جنس بوثوس Buthus، وليوروس Leiurus، وأندروكتونوس Androctonus، وهوتنتوتا Hottentotta. في منطقة جنوب إفريقيا ينتمي العقرب الأكثر دموية إلى جنس تيتيوس Tityus. في الهند والمكسيك أكثر العقارب الدموية المتورطة في التسمم العرضي للانسان بلدغته هي ميزوباثس Mesobuthus وسنترويدس Centruroides على التوالي.
في أمريكا الوسطى معظم لسعات العقارب سامة بشكل طفيف للإنسان، ومع ذلك أبلغت بنما عن حدوث 52 حالة لكل 100000 شخص في عام 2007. وبين عامي 1998 و2006 توفي 28 شخصًا نتيجةً للسعات العقارب. في بنما تنتمي أصناف العقارب المسؤولة عن هذه الوفيات إلى جنس تيتيوس، وتوجد هذه الأنواع من العقارب أيضًا في أجزاء من شمال أمريكا الجنوبية. تاريخيًا  قد يرجع وجود هذه العقارب في بنما إلى إغلاق برزخ بنما، الذي أدى لهجرة العقارب من بنما إلى الجزء الشمالي من أمريكا الجنوبية. تنتمي عقارب تيتيوس باكيروس Tityus pachyurus إلى عائلة تيتيوس الموجودة في بنما، وتعد من بين الأنواع الأكثر أهمية طبيًا. يتميز التسمم بهذا النوع من العقارب بألم موضعي شديد لا يؤدي عادةً إلى إصابة الأنسجة، بحيث أن هذه العقارب تمتلك غددًا سامة تقع في الطرف البعيد من البطن. يوجد حاليًا 1400 نوع معروف من العقارب ولكل منها غدد تحتوي على سم. ومع ذلك من بين 1400 عقرب، هناك 25 عقربًا فقط معروف أنها خطيرة ويمكن أن تؤدي إلى الموت عند حقن سمها. هناك بلدان أخرى في أمريكا الوسطى هي موطن لجنس العقرب سنترويدس، الأنواع في هذا الجنس سامة بشكل طفيف للإنسان على الرغم من أنها تحتوي على سموم نشطة في القنوات الأيونية.

## الموطن
العقارب هي نوع من الحشرات مفصلية الارجل ليلية، والتي أظهرت نمطًا موسميًا مرتبطًا أيضًا بالمناخ. على وجه التحديد في أمريكا الوسطى، تُلاحظ هجمات العقارب في الغالب خلال الأشهر الحارة من العام، ويلاحظ أن هذا يحدث في الأرجنتين في الأشهر من أكتوبر إلى أبريل. بالإضافة إلى ذلك قد يؤدي المناخ الممطر أيضًا إلى تغيُّر في تكرار الحوادث الناتجة من لسعات العقارب. ولوحظ ايضاً انه من الممكن أن تترافق المستويات المنخفضة من هطول الأمطار وتحديدًا إذا كان معدل الهطول أقل من 30 مم/شهر مع لدغات عقرب أقل، في حين أن معدل هطول الأمطار الذي يزيد عن 30 مم/شهر لا يظهر أي علاقة بمعدل الحوادث، والذي يحتمل أن يكون هذا بسبب اضطراب موطن العقرب بسبب المطر.

## الخصائص والآثار الجانبية
تستخدم المنتجات الثانوية لبعض المفصليات كمنشط جنسي، وهي مجموعة من الأدوية التي قد تحفز الإثارة أو الرغبة الجنسية. عادة ما تساعد هذه الأدوية في أداء الفعل الجنسي وقد تستمر آثاره لبضع ساعات. ويمكن العثور على بعض هذه المفصليات التي يمكن استخدام منتجاتها الثانوية كأدوية في أمريكا الشمالية.  وقد ثبت أن عقرب أريزونا النباح (Centruroides sculpturatus) هو أكثر العقارب سامة في جميع أنحاء أمريكا الشمالية ومع ذلك نادرًا ما تؤدي لدغته إلى الموت، وتمت مقارنة ألم اللدغة من عقرب أريزونا النباح بألم صاعقة من البرق أو التيار الكهربائي. وتشمل الآثار الجانبية للسعتهم الألم، والتنميل، والوخز، والتشنجات، وصعوبة التنفس، وقد تؤدي أحيانًا إلى الشلل ويلاحظ أيضًا أن انتصاب القضيب قد يحدث بعد اللسع، وقد تستمر هذه الآثار الجانبية حتى 72 ساعة بعد حقن السم، ومن الممكن أن تظهر هذه الأعراض من 4 إلى 7 دقائق بعد حقن السم.
قد يؤثر تسمم الإنسان بالعقرب على الجهاز الودي أوالجهاز اللاودي اعتمادًا على نوع العقرب. تشمل بعض الآثار الجانبية الأكثر شدة متلازمة الضائقة التنفسية، والوذمة الرئوية، اعتلال في القلب، وضعف في عملية الإرقاء، والتهاب البنكرياس وفشل العديد من الأعضاء. يعتمد علاج اللدغة على شدة تصنيف الحادث من طفيف أومتوسط أوشديد، يعتمد هذا العلاج على 3 جوانب مختلفة من اللدغة: حدة الأعراض، ودعم الوظائف الحيوية، وحقن مضادات السموم. من الجيد أنها لا تؤدي جميع حالات التسمم إلى مضاعفات جهازية فقط نسبة صغيرة من اللسعات لها هذا التأثير على الضحية.

## آلية
يتكون سم العقرب من مركبات مختلفة بتركيزات مختلفة، تتكون هذه المركبات من السموم العصبية، والسموم القلبية، والسموم الكلوية، والسموم الانحلالية، والفوسفوديستراز phosphodiesterases، والفوسفوليباز phospholipase، والهيستامين، والسيروتونين وما إلى ذلك من هذه السموم المختلفة وأهمها وأكثرها فاعلية هو السم العصبي. يحتوي هذا المركب على تأثيرات عصبية عضلية وتأثيرات عصبية، بالإضافة قدرته على إتلاف الأنسجة المحلية المحيطة. تعمل السموم العصبية على تغيير قنوات الصوديوم التي تعتمد على الجهد مما يؤدي إلى إطالة النشاط العصبي والنشاط العصبي العضلي. يؤدي هذا النشاط المطول لقنوات الصوديوم إلى الانتصاب. قد يكون هناك تلف في الأعصاب بسبب استقرار قنوات الصوديوم المعتمدة على الجهد في التكوين المفتوح. هذا الوضع يؤدي إلى تحفيزالخلايا العصبية بشكل مطول ومستمر في الجهاز العصبي الجسمي والودي واللاودي. ويسبب التحفيز المستمر للخلايا العصبية زيادة الإثارة ويمنع انتقال نوبات الأعصاب العادية إلى أسفل المحور.
تحتوي تركيبة السم للعقارب من عائلة باثوايدي على سموم عصبية مسؤولة بشكل كامل تقريبًا عن هذه الأعراض، السم من هذا العقرب يحتوي على 4 مكونات: كلوروتوكسين chlorotoxin، تشاريبدوتوكسين charybdotoxin، سيلاتوكسين scyllatoxin، والاجيوتوكسين agitoxins. عند الحقن بالسم يتم تحفيز العصب اللاودي العجزي مما يتسبب في حدوث تغيير في انتقال الخلايا العصبية في العضلات الملساء الوعائية وغير الوعائية. المركب المعروف باسم عديد الببتيد المعوي الفعال في الأوعية (VIP) هو المرسل الرئيسي، يتم إفراز البولي ببتيد من الأعصاب الموجودة على طول نسيج الانتصاب للجسم الكهفي للقضيب. عديد الببتيد المعوي الفعال هو أقوى مرخٍ لهيكل عضلات القضيب الملساء، مما يؤدي إلى الانتصاب عند التسمم. هذه هي الآليات المقترحة لجميع العقارب من عائلة باثوايدي، التي تحتوي سمومها على هذه المركبات.